# 人类性行为
人類性行為（英語：Human sexual behaviour)，又稱人類性活動（英語：Human sexual activity)、人类性实践（英語：Human sexual practice)，是指人類个体任何体验和表達性的活动中所从事的性行为，以及身体对性欲的表现方式、行为、感覺和相互作用。人類所從事的性活動種類廣泛多樣，有的可以獨自完成（如自慰），有的則需與他人一起參與（如性交、非插入式性行為、口交等）；而狹義的性行為則是指性交。性活動通常会導致从事者出現性喚起和生理變化，其中一些較為顯著，另一些則否。性活動可能會使从事者的性興趣或性生活品質加強，例如其可作为尋找或吸引伴侣的一种手段（求愛和表現行為）、個体之間的性互動（例如前戲或BDSM）。
人類的性活動牽涉到人的不同層面，包括社会層面、心理層面、生理層面、認知層面、行为以及情感層面；例子包括感情紐帶、情感共享、生殖系統的生理機轉，以及性欲。
不同文化對於性行為的看法各異:273。有些文化只容許婚姻內的性行為，而婚前性行為和婚外性行為則是禁忌。一些性活動在部分國家或地區的司法管轄區內被視為非法的，而一些則為合法，甚至廣為當地人接受:288-290。性侵犯和與低於當地的最低合法性交年齡的人進行性活動這兩個例子在大部分的司法管轄區內都是刑事犯罪。人类性行为的對象很廣泛，包含和異性及同性之間的性行为。

## 心理學

### 交配策略
在演化心理學和行為生態學中，人類的交配策略是指個體用來吸引、選擇和保留配偶的一套行為模式。交配策略與繁殖策略重疊，在生活史理論中繁殖策略比交配策略含括更廣泛的行為，其涉及繁殖的時間、後代數量和質量的權衡。
相對於其他動物，人類的交配策略與諸如婚姻制度之類的社會文化相關，這是其他動物所沒有的。人類可能會尋求與他人建立長期的親密關係、婚姻關係、偶然關係或友誼關係。人類對於陪伴需求的渴望是最強大的動力之一，也是天生的人性特徵，並且可能與性慾有關。人類交配並是一種社會和文化的過程，兩個人相遇時，彼此會針對人際關係或求愛關係進行適合性的評估。不過人類性行為依然是一種動物性行為，人類和非人類動物之間仍可以找到一些性行為的共同性。

### 動機
人們有着各种各樣從事性行为的動機。儘管性行为在演化學上的主要目的是為了生殖，但是一項針對大學生的研究表明，人們從事性行為的目的主要有四個：被對方的身體吸引、幫助自己達至其他目的、增加情感聯繫，以及減輕不安全感。
大多數人從事性行為的目的是為了從對性的興奮中取悅自己，在能達至性高潮的情況下更是如此。当事人亦可在像調情、前戲、BDSM般的涉性活動中進入性興奮狀態。人們從事性行为的最常見原因在於对至少一名其認为擁有性吸引力的人产生性慾，但是他們也可能在沒有感到任何性吸引力的情況下從事之，比如隨便發生或带一定社会目的的性行為。
一些人會只為了經濟目的/其他利益考慮而在某个时刻選擇從事性行為。一男一女可能會为了成功受孕而從事性交。一些人会跟自己討厭的人一同从事性行為，因为他們相信兩個人之間的互相對立或会增加性渴望、性吸引力以及性興趣。
性行為在社會性動物的相互影響中發揮了很大作用。進化生物學家瓊·拉夫加登在其著作《自然界和人类的多樣性、性別和性》（Diversity, Gender, and Sexuality in Nature and People）中指出此一道理除了人類，还適用於其他社會性動物身上。她在書中探討了性行為的目的，並證明了其具有多種功用，包括維持配偶之間和團體內的紐帶、解決糾紛、繁殖下一代。

### 需求
諸如艾力克·康弗般的研究者假設道人類性行為有三項潛在且不互相排斥的好處/功能：生育、维持關係以及享樂。雖因避孕方法在20世紀中葉至20世紀晚期不斷進步的關係，使人們分離這三大功能的能力得以增加，但它們仍然顯著複雜地交織在一起。比如一對富生育能力的伴侣虽可能會發生有採取避孕方法的性交，但不全是為了體驗性愉悅（享樂），還以其作為维持情感親密的手段（维持關係），繼使他們的感情紐帶加深，以及使他們之間的关系更為穩定，还使得他們在未來更为有能力时才養育孩子（推迟生育）。时机的改變亦可能影響這對伴侣強調性行為的哪一方面：有些時候所進行的性行為可能強調一起共樂（享樂）；但在另一些時候會強調深層的感情聯繫（维持關係）；停止避孕後所進行的性交則較強調實現懷孕（生育，或生育和维持關係皆有）。

### 自我決定論
研究亦指出人們從事性行為的原因與自我決定論相關。自我決定論適用於「參與者能從性關係中感受到正面情感」的情況；而當中參與者必需是自願從事性行為，而又不感到內疚。研究者已提出了一套关於自我決定論的性動機模型。這個模型旨在把「自我決定」和性動機聯繫起來，並有助於解釋人們如何在涉及自我決定的情侣關係中產生性衝動。除此之外，其還觸及了從性動機中獲得的積極成果（实现自主性和加強關係）。
運用了此一模型的研究指出，因自決動機而從事性行為的人心理幸福感更強、对充实感的需求更高；當這種需求得到滿足時，他們的自我感觉亦變得更为良好。這與对他們伴侣的親密度和整體滿意度提升呈正相关性。雖然兩性皆可能因自決動機而從事性行為，但之間卻存有一些差異——女性比男性擁有更多的自決動機去從事性行為，在性行為中亦比男性擁有更高的滿意度和關係質量。研究最后得出結論，認为在情侣中，因自決動機而從事的性行為跟心理健康、性動機和性滿意度皆呈正相關性。

## 生理學

### 性慾
性慾同時牽涉了心理學與生理學。在心理學中，性慾被認為與食慾類似，是性行為的驅動力。只要沒有經歷性滿足，「性慾」就會積累，而人對性活動的渴望就會加劇。
而在生理學上，性慾則是由性激素所促成的，像是男性的睾丸素與女性的雌激素。有許多女性指出，其在生理週期中會有性慾波動，即可能是生理週期中不同激素的消長所造成的。人類在青春期以後，隨著荷爾蒙水平的上升，性需求也會逐漸增強。大腦中的邊緣系統在受到某些感官刺激後可以觸發一些不自主的反射性物理結果，可能進一步導致的性及交配行為啟動。

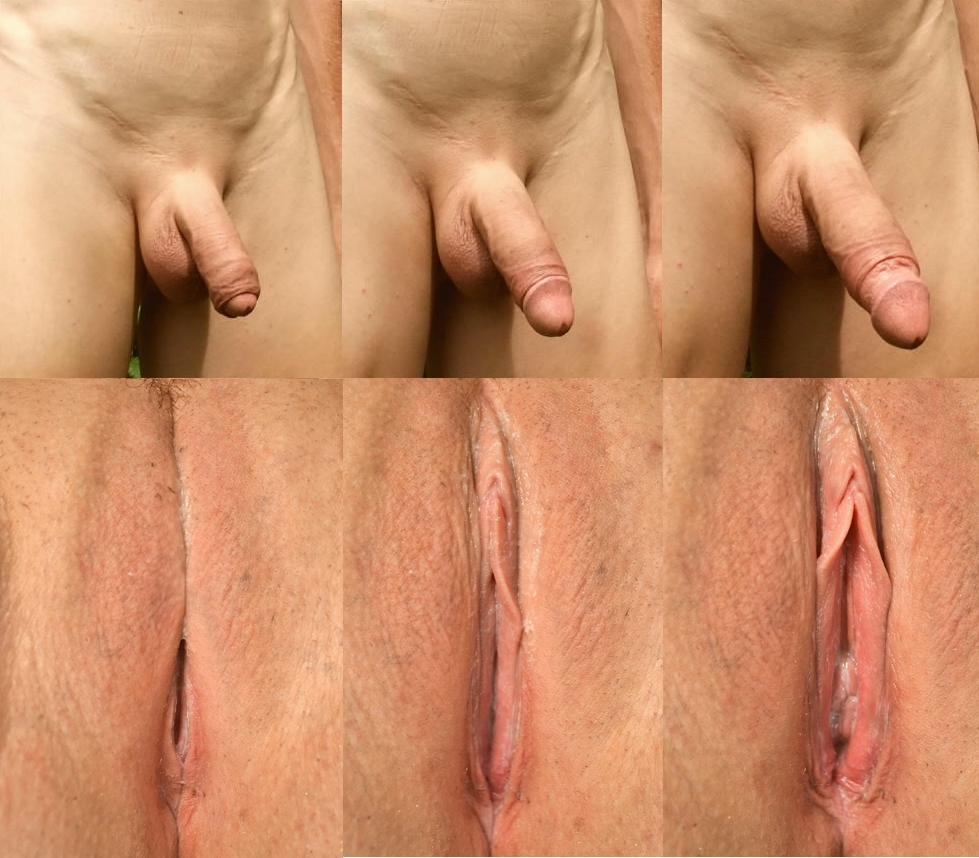
在性興奮階段，生殖器會充血，並使男性陰莖勃起（上排）、女性陰蒂與陰唇腫脹及濕潤（下排）

### 性反應週期
不論男女，性刺激时的生理反應皆可分為四個階段：
- 在興奮期期間，当事人的性器官及其周圍血流增加、肌肉会變得緊張、心率和呼吸速率增加、血壓升高；上身皮膚及臉部或会發紅；此一現象稱為性潮紅。一般而言，處於興奮期的女性的陰道和陰蒂会分别分泌潤滑液及變得腫脹[15]；男性的陰莖則会勃起。
- 在持續期期間，当事人的心率和肌肉緊張度会進一步增加。男性的膀胱會暫時閉合，用以防止尿液與精液混合的情況出現。女性的陰蒂可能會略微後退、直徑減少、分泌更多的潤滑液、陰蒂外部更為腫脹、肌肉緊張度增加[15]。
- 在高潮期期間，当事人的呼吸變得非常快速，骨盆肌肉出現一系列有節律的收縮。女性的子宮和陰道一般亦会收縮。不論男女，在高潮當中都會體會到一種非常愉悅的感覺，但亦有約15％的女性报稱從來沒有達至一次性高潮，約50％則假裝過高潮至少一次[15]。遺傳因子跟女性達至高潮的頻率有很大关系[15]。
- 在消退期期間，当事人的肌肉會開始放鬆、血壓下降、身體恢復至平常狀態。雖然一般來說，因為女性沒有不應期的緣故，故在短時間內可達到二次或多次的性高潮[16][17]，但一些來源指出女性亦有不應期——女性也可能在高潮後的一段時間內，不能透過性刺激來使自己興奮[15][18]。不應期短則幾分鐘，長則幾天，取決於年紀以及其他的個人因素[15]。

患有性功能障礙的患者無法像健康人一般，在情感上或生理上對性刺激作出反應。性功能障礙会对性反應週期的不同階段構成影響，包括性慾期、興奮期和高潮期。雖然媒體通常將性功能障礙描绘成一系列常見於男性身上的疾病，但事实上它在女性当中較为普遍。

## 型式
性活动有多种分类型式，具体行动前可能先进行前戲、也可以只是愛撫。
性活动除了可按参与者的关系分类，亦可按参与者的性别身份和性倾向归类。
在一些次文化中，性活动也有被視為是傳統的與偏向非典型、特殊性的活动（例如戀物或BDSM）。
性活动的双方或所有参与者，都必須同意参与并且达到法定的同意年龄，才是合意性活动成立的前提。
若參與人數分
仅涉及一个人的（自体性欲）可能包括性幻想或自慰行为。从事自體性欲行為者亦可能使用像快乐棒、振动器等性玩具，這些设备或用品有时也被拿来与性活动的伴侣一起用。
有两人参与的性活动，他们可能进行阴道性交、後庭的、舔舐吸吮的、用手或手指的性接触。两人彼此外生殖器官的交合行為可被描述为性交，但定义各有不同。
若超过两人参与性行为的，被称为三人性行為或多人性愛。
參與者的关系、行為對象彼此的人倫关系
哲学上，性倫理學探討人際關係和道德規範中的性活動行為，並試圖從社會、文化和哲學的角度來理解或評估參與者的態度。性关系（人类性行为参与者的关系 ）可能是婚姻中的配偶关系、亲密伴侶关系、临时性伴侣关系或匿名关系。
- 配偶关系：締結婚姻關係的婚內性伴侶。
- 親密伴侶关系：戀人、情夫與情婦、炮友、乾親、多邊戀等。
- 率意的临时性伴侣关系、匿名关系：

有些合意的一夜情、部分的約炮行為是随兴發生、临时性的娱乐或逢场作戏；
有些涉及性交易对象是匿名的陌生关系。

### 性別與性取向

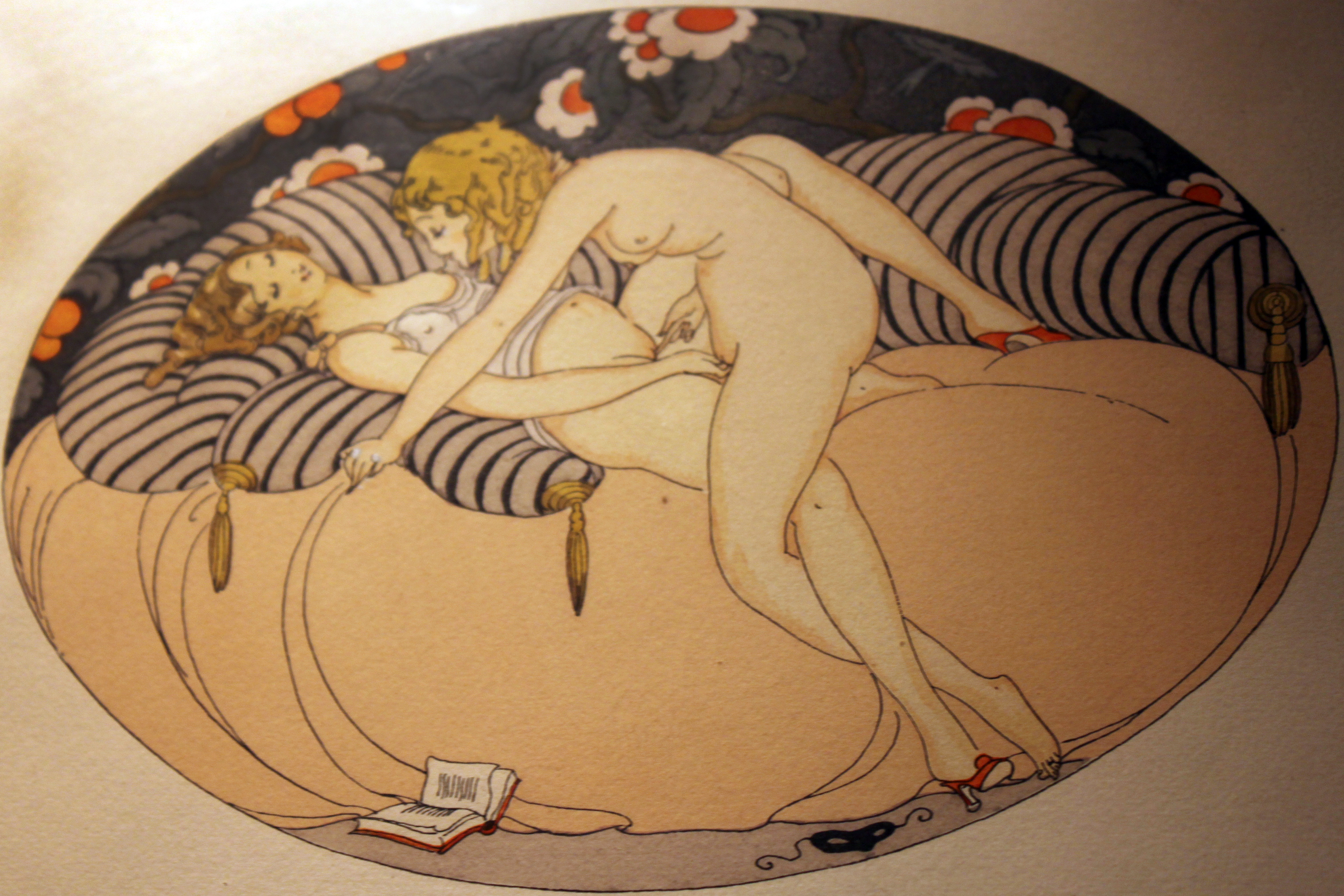
格爾達·韋格納於1925年繪畫的「厄洛斯的娛樂活動」(The recreations of Eros)，描繪了兩名女性所進行的性活動

性行为从事者的生理性別、社會性別（性别身份）、性取向。
异性恋與異性性行为
异性恋者是指對異性/相異的性別認同者產生性慾或愛慕的人群。异性性行为的從事人數可以是一男一女、連續的一男一女、一男多女、多男一女（以上兩者統稱多重伴侶）。另外在有些性行为的定义下，还可能包含禁欲和自体性行为（包括自慰）。此外，不同的宗教和政治運動皆可能試圖影響或控制性行為的腳本變化，那些運動甚至影響求婚和结婚的過程，不過在大多數國家，那些運動所帶來的變化往往是十分緩慢。
同性恋與同性性行為
同性恋者是指對同性或相同的性別認同者產生性慾或愛慕的人群。擁有同性恋傾向的人不一定會把其展現於行為上。研究表明，許多同性恋者成功地建立了其所需要的持久浪漫關係——數據指出40-60%的美國男同性恋者和45-80%的美國女同性恋者正在處於一段浪漫關係中。
自我認同为「主要异性恋」的人亦有可能跟同性發生性行為，比如異性戀青少年在某些情况下可能会互相手淫。同性戀者假裝成異性戀者的行為則一般稱為「躲在衣櫥」；同性戀者願意公開表露自己的性取向的行為則稱作「出櫃」。同性性行為在一些社區有时会遭視为只为獲得快感而進行的行為。「男男性行为者」和「女女性行为者」儘管會跟同性發生性行為，但亦可能同時跟异性建立性和浪漫關係。
截至2024年，联合国195个会员国及观察员国裡，有106个从未对同性性行为定罪或者实现了对同性性行为的除罪化。
|          | 会员国 |
| -------- | --- |
| 从未非法 | 列表 - 贝宁 - 布基纳法索 - 柬埔寨 - 中非 - 刚果共和国 - 刚果民主共和国 - 吉布提 - 赤道几内亚 - 印度尼西亚 - 科特迪瓦 - 寮国 - 马达加斯加 - 马里 - 密克罗尼西亚联邦 - 尼日尔 - 卢旺达 - 菲律宾 - 波兰 - 越南 |
| 18世纪   | 列表 - 1791 安道尔 - 法国 - 海地 - 1793 摩纳哥 - 1794 卢森堡 - 1795 比利时 |
| 19世纪   | 列表 - 1811 荷兰 - 1822 多米尼加 - 萨尔瓦多 - 1830 巴西 - 1832 玻利维亚 - 1853 阿根廷 - 1858 土耳其 - 1864 圣马力诺 - 1869 苏里南 - 1871 瓜地马拉 - 墨西哥 - 1880 日本 - 巴拉圭 - 1890 意大利 - 梵蒂冈 - 1899 洪都拉斯 |
| 20世纪   | 列表 - 1924 秘鲁 - 1933 丹麦 - 1934 乌拉圭 - 1940 冰岛 - 1942 瑞士全国 - 1944 瑞典 - 1951 希腊 - 约旦 - 1956 泰国 - 1961 匈牙利 - 1962 捷克斯洛伐克 - 1968 保加利亚 - 1969 加拿大 - 德国全国 - 1971 奥地利 - 哥斯达黎加 - 芬兰 - 1972 挪威 - 1973 马耳他 - 1975 东帝汶 - 1976 巴林 - 1977 克罗地亚 - 蒙地内哥罗 - 斯洛文尼亚 - 1979 古巴 - 西班牙 - 1981 哥伦比亚 - 1982 英国全国 - 1983 葡萄牙 - 1986 新西兰 - 1988 以色列 - 1989 列支敦士登 - 1991 巴哈马 - 乌克兰 - 1992 爱沙尼亚 拉脱维亚 - 1993 几内亚比绍 - 爱尔兰 - 立陶宛 - 蒙古国 - 俄罗斯 - 1994 白俄罗斯 - 塞尔维亚 - 1995 阿尔巴尼亚 - 摩尔多瓦 - 1996 波黑全国 - 北馬其頓 - 罗马尼亚 - 1997 中国 - 厄瓜多尔 - 委内瑞拉 - 1998 塞浦路斯 - 哈萨克 - 吉尔吉斯 - 南非 - 塔吉克 - 1999 智利 - 2000 阿塞拜疆 - 格鲁吉亚 |
| 21世纪   | 列表 - 2001 · 波黑全国 - 2003 · 亞美尼亞 - 伊拉克 - 美国全国 - 2004 · 佛得角 - 2005 · 马绍尔群岛 - 2007 · 尼泊尔 - 瓦努阿图 - 2008 · 尼加拉瓜 - 巴拿马 - 2010 · 斐济 - 2012 · 莱索托 - 圣普 - 2014 · 帕劳 - 2015 · 莫桑比克 - 2016 · 伯利兹 - 瑙鲁 - 塞舌尔 - 2018 · 印度 - 特多 - 2019 · 博茨瓦纳 - 2020 · 加蓬 - 2021 · 安哥拉 - 不丹 - 2022 · 安巴 - 圣尼 - 巴巴多斯 - 新加坡 - 2023 · 模里西斯 - 2024 · 多米尼克 |

### 非典型的、特殊性的活动
戀物有多种形式，包括对身体部位（如胸部、腋下、肚脐、腿腳）的爱恋情节，对服飾物件（如高跟鞋子、靴子、女裝內衣、成衣、皮革或橡胶制品）的爱恋情节。
自体性欲——仅涉及单独一个人的——性幻想或自淫，这两种被认为是正常多数人或多或少都会有的活动，通常不会对身体或心理造成负面影响。然而，一些非常規的独自行為（包括自我綁縛和窒息式性愛）则可能极度生命危险，因为与外界隔绝、一旦发生问题时无法及时獲救，受重伤甚至死亡的危险可能性皆会大大增加。
學者對「非典型的性興趣、特殊性的活动、戀物、性偏離」的定義並沒有共識。人們經常在沒有精確定義的情況下使用該些用語，有時亦會互相代替。

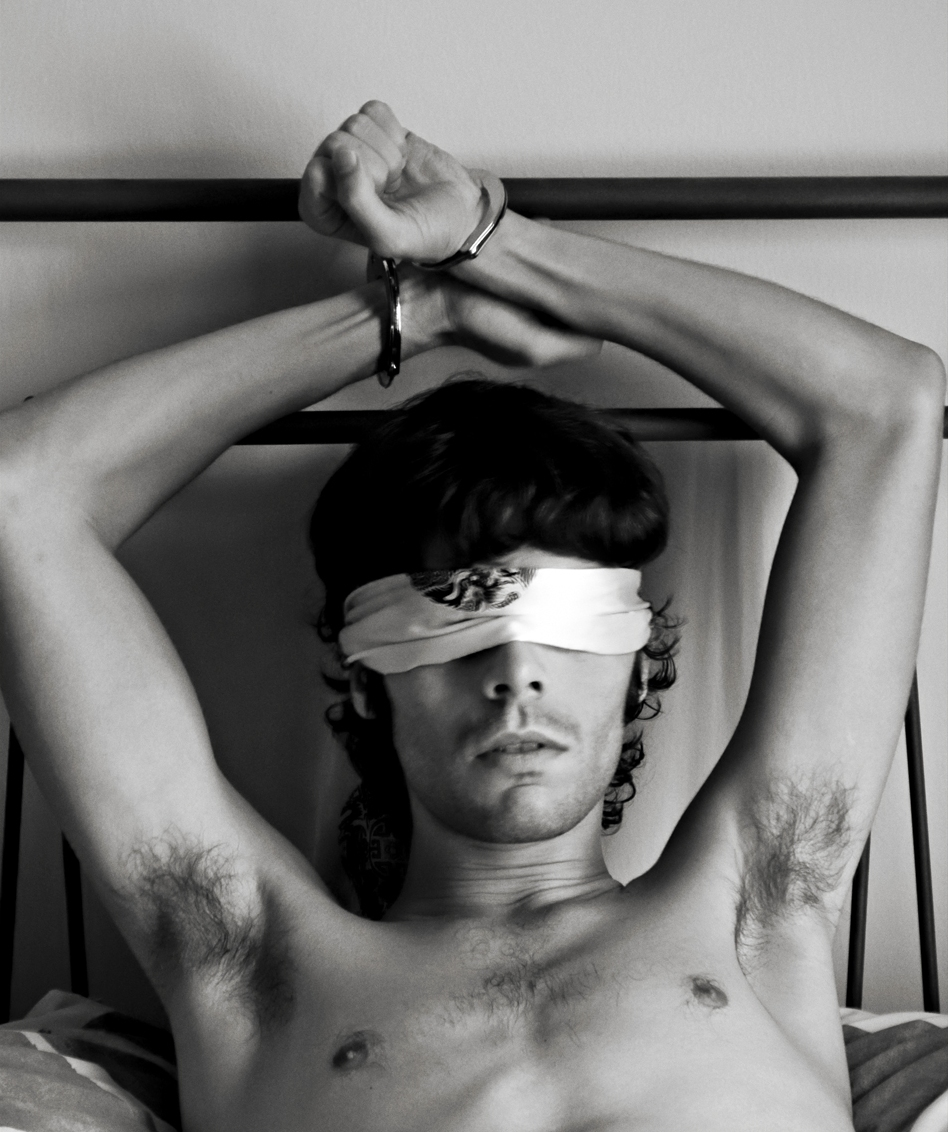
一名被銬上手銬、蒙住眼睛的男子
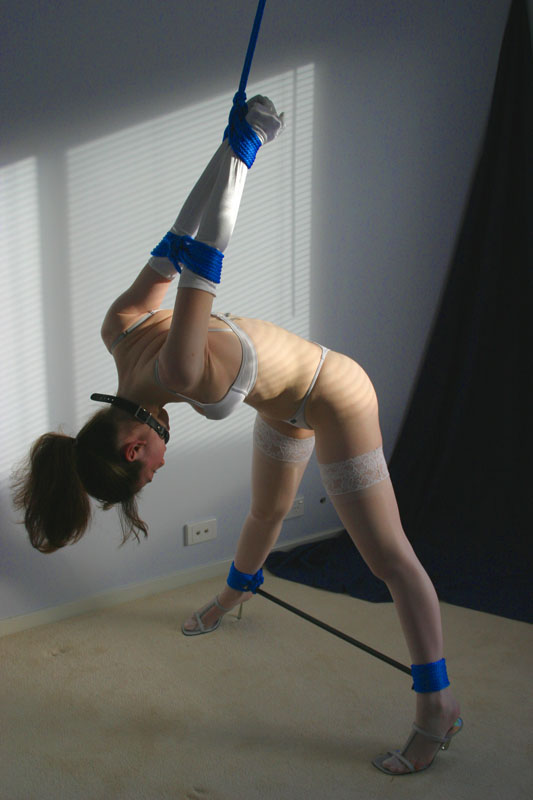
一名被用繩子和吊具桿懸吊的女性

## 場所與地點
常見的性行為發生場所包括：臥室、汽車旅館、日本的愛情賓館，性交易則可能發生在妓院或紅燈區。性行為的場所由於受到社會規範或法律的限制，通常是私人或隱密的空間。這些空間內的中大型傢俱可能在性行為中被使用，像是床、椅、桌、沙發等，而情趣椅是一種為了性行為所產生的傢俱。有一些關於性交或是性行為的俚語或俗名與發生的場所、地點或是傢俱有關，像是行房、上床；一般非色情的電影中將性行為的片段與鏡頭稱為床戲。有些性行為被以特殊的場所進行定義，像是：
- 汽车性爱：又稱車震，指在車輛上發生的性行為，雖是私人空間，但若未做好防護措施時隱密性不足，也可能被他人看見並涉及公然猥褻罪責。
- 露天性爱：又稱打野砲或打野戰，泛指所有在公共空間（不一定戶外，也可能室內的公共空間）或仍可被他人看見之私人場所的性行为。可能被視為逾越習俗或違反法律。

洞房是一個比較特殊的性行為場所定義，他可能同時涉及空間與時間的定義。其通常可以指婚內配偶在婚後的「第一次性行為」，也可以指前述行為發生的那一個「房間」（不過通常不會長久稱之）。完成洞房行為也稱為圓房。

## 性行為與健康

### 促進健康

#### 老年性行為
一般而言，老年人繼續對性行为保持興趣並進行之這點是一件可能有益于健康的（therapeutic）事；性是他們对对方表達愛意和关懷的一種方式。像疾病、精神狀況、对關係的厭倦和欠性伴侶般的影響因子会減少他們對性行为的興趣和从事頻率。一項於20世紀90年代在芬蘭進行的全國性調查顯示，與老年女性相比，老年男性从事性交的頻率更高；老年女性則相對更容易報稱自身欠缺性欲。研究分析后認为，對老年女性性行为有着較顯着影響的影響因子包括：性慾、对性的重視和健康狀況良好的性伴侶；而性方面的自尊高、健康狀況良好和積極的性史則对老年男性的性行為有着較顯着的影響。

### 健康風險

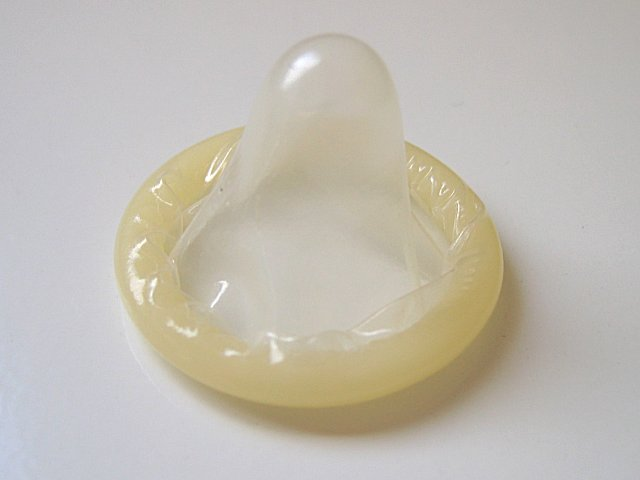
一个卷起来的男性避孕套

儘管人类性行为是一項正常的生理活動，但其像其他身體活動一樣，可能会产生风险，主要风险有四个：意外妊娠、染上性傳染病、身体伤害与精神伤害。

#### 意外怀孕
包括性交時在内，任何把精液导入女性陰道內的性行為皆有機會導致妊娠，此外外陰跟精液接觸亦有机会導致之。为了降低妊娠機會，人們會採取一些生育控制的方法，例如使用避孕药、避孕套、陰道隔膜、殺精子劑、荷爾蒙避孕法等。

#### 性傳染病
涉及到接觸皮膚、体液和黏膜的性行為都可能會使人染上性傳染病。因為性傳染病患者可以不出現任何症狀，所以人們可能無法察覺他們的性伴侶患上了它/它們。性傳染病的感染風險可通過安全性行為而减低，比如使用保險套。打算一同从事性行為的伴侶可在从事前進行性傳染疾病檢查。擁有多個性伴侶的人患病风險会增加。
一些性傳染病可以经由共用針筒、母婴感染等途径傳播。

## 社會文化

### 文化
不同的社會文化中也會有不同的性行為與性文化，這類的文化可能包括生殖崇拜等。常見的性文化包括：中國性文化、日本性文化、印度性文化等。
與人類從事的許多其他活動一樣，人類的性行為通常受到文化特異性和社會規則的差異影響。這些社會規則被稱為性倫理（規範什麼可以做什麼和不能做什麼）和性規範（什麼是期望和什麼是不被期望的）。

#### 宗教文化
不同的宗教也具有不同對性行為的觀點，有些宗教將性视為神聖的，並在宗教中進行生殖崇拜。而有些宗教則將性行為或特定性行為視為禁忌。不過世界上大多數的宗教都試圖解決人們在社會和人際互動中因性行為所引起的道德與其他問題。幾乎每個主要宗教都制定有對含括：性、道德、倫理學等問題的準則。雖然這些道德準則並不一定能直接解決性問題，不過仍然試圖規範與控制可能引起性興趣並影響性活動和性行為的情況 。這些宗教的規範至今仍一直對人們的服裝、行為、言論、態度等方面產生強烈影響。然而，宗教對人類影響有時並不會被貫徹，舉例來說，雖然大多數宗教不贊成婚外性關係，但現實中依然有很多婚外性關係發生，在宗教的信徒中亦然。

#### 哲學流派
有一些不同的哲學流派會對性行為有一些不同的觀點。像是享樂主義是一種將快樂是為唯一內在利益的思想流派，部分享樂主義的支持者認為快樂是其從事性活動的主要理由與原因。

### 教育
性行為是性教育中核心的一部分，性教育的內容通常也會包括性行為生理學，並會著重安全性行為的知識傳遞。

### 經濟
在社會活動中，人們有時會使用性行為來做為交換金錢或獲取其他資源的工具，這種做法稱為性交易，或稱賣淫。並可能在許多不同的情況以不同的方式進行。提供性服務並接受付款的人通常被稱為妓女或男妓，接受此類服務並付款的人有多種名稱，像是：嫖客、狎客或尋芳客。性交易是性產業的一個分支，全球賣淫業產生的年收入估計超過1000億美元。賣淫有時被稱為「世界上最古老的職業」。
除了直接進行性行為交易的性服務產業，性產業也包括藉由表演觸發性慾的性表演產業、提供與性行為與色情相關媒體資訊的性媒體產業以及開發販售性行為用具與周邊用品的製造產業。

## 限制與規範
性行為的限制與規範來自於社會中的倫理、道德、法律等觀念，並發揮著不同程度的約束。性倫理是研究性行為以及與性相關行為表達的倫理學分支，其牽涉了社會對性關係與性行為的態度、道德及價值觀。現代性倫理中，「同意」是最為核心的倫理問題。而国家對於性行為的法律通常会依據其社會規範、性倫理來訂定，但不一定完全符合或相通。
法律通常可能會規定性行為參與者的年齡、性別或婚姻狀況，並依照遮些因素來決定某種性行为或某一個特定性行為案例的合法性。法律也可能禁止或限制人們性侵犯他人、跟未達至法定年齡者從事性行为、在公眾地方從事性行為，以及為了金錢而從事性行为（性交易）有許多法律及風俗禁止或不鼓勵特定種類的性行為，這些法律及風俗會隨民族、國家及時代而改變。例如禁止一方不同意的性行為、禁止婚外的性行為，或是禁止公開場合下的性行為，性行為的定義也隨文化而不同，一些因社會文化所訂的法律有時會造成一些爭議。以下就一些常見的性倫理與法律做說明：

### 同意與合意
「同意」是最為核心的倫理問題，「自願的性行为」是指所有參與者都願意從事的性行为；若其中一方以強迫或脅迫的手段強制他人从事的行为，則可稱為性侵犯或強姦。性行為的合意性也是法律規範的重要參考依據，任意參與者的不同意可能構成強迫性行為，並觸犯法律，此外參與者也必須達到最低合法性交年齡。
一些法律會直接限定從事性活動的最低年齡，並且達到該年齡者才會被視為具有自由表達意志，可以自由同意與他人發生性行為，不會受法律約束。這個同意年齡通常在14到18歲之間，一不同的國家與區域而有所不同。在許多司法管辖区，同意年齡就是一個人的精神或功能年龄。因此，那些超过法定同意年龄的人仍然可能被认为由于精神不成熟而无法在法律上同意。
也有許多法律將成年人與兒童發生的任何性活動視為兒童性虐待。性行為同意年齡可能因性行為的類型、行為者的性別或濫用信任、職位等其他條件而有所調整。一些法律會為兩個未達法定年齡者的性行為有特殊的處理條款，像许多国家有「兩小無猜條款」。
大部份的社會都將強迫一個人從事性行為或是和在一方不同意時從事性行為視為重罪，這稱為性侵犯，若有進行插入式性行為則稱為強姦，是最嚴重的性侵。不經對方同意而迫使對方進行的性行为，或故意使不願意的人目睹性行为，皆會構成性侵犯。除此之外，性侵犯还包括不经对方同意的性偏離表現，如性摩擦行为、撥打性騷擾電話，不經對方同意的故意露體和偷窺。

### 濫權問題
濫權是另一個性倫理的關鍵問題，在職場、社會、專業領域中，較高位階者與較低位階者或較高權力者與較低權力者的性行為可能會涉及濫權問題。因為低階、低權力者可能會出於其對階級或權力的畏懼而無法自由行使不同意權。

### 婚姻與家庭
與配偶的性行為在所有的文化中都是合法且為性倫理所接受的。不過不同的文化中，對於婚前性行為、婚外性行為甚至婚內強姦都可能有不同的觀點。在許多穆斯林國家中，任何婚外的性行為都是非法的，像是沙烏地阿拉伯、巴基斯坦、阿富汗、伊朗、科威特、馬爾地夫、摩洛哥、阿曼、茅利塔尼亞、阿聯、蘇丹、葉門等，發生性行為的人（尤其是女性）可能需和性伴侶結婚，或是被當眾驅打，甚至被打死。在一些非洲的部落，性行為不是已婚者的特權，因此不會禁止婚外性行為。
不過婚姻中的性行為依然有一些爭議，比方說有些國家有強迫結婚，這類的婚姻關係並沒有經過當事人的同意，因此可能涉及性倫理上同意的問題。而另一個問題是「婚內強姦」，婚姻內不經過同意的強迫性行為是否違反倫理、觸犯法律在不同的國家中也有不同的觀點。另外在家庭中，非配偶關係之親屬間的近親性交也常有爭議，有些文化視為亂倫。一些法律有針對近親婚姻以及近親性交的限制。

### 同性性行為
同性性行为在許多地方是性倫理問題，也通常是一項法律議題。在一些宗教對社會政策影響很大的國家中，會設立只容許異性性行为的法律。關於同性戀性行為的法律大致分為兩種，一種是定義合法性的同性婚姻或同性結合法，另一種是定義非法性的性悖軌法。
- 同性婚姻與結合：在性革命運動的爭取下，許多國家已經認可了同性伴侶的合法結合，不過認可的方式與程度皆有不同。從與異性婚姻相同的同性婚姻到民事上認可的同性結合等皆有，通常又稱為LGBT法律。
- 性悖軌法：一些國家仍設有性悖軌法，一般會認定為法律對同性性行為的反對，但其也可能影響異性性行为本身。雖然有關法律涵蓋了同性和異性性行为，但在處罰方面兩者可能有所不同，並且可能較常地應用於從事同性性行為的人身上[78]。

### 性產業
賣淫可能是一個自願的個人活動，也可能是皮條客即操控性工作者對賣淫者的操控或強迫行為，這並會涉及同意與否的性倫理。不同國家與文化對於性產業的態度與性倫理觀點不同，賣淫的法律地位也因國家而異，從限制並懲罰到列為監管職業到完全開放。一些國家會對於性產業限制的法律，像是：性交易防制法、日本的賣春防止法、風俗營業法等。
有一些人從事賣淫活動是為了其自身的生存，像是無家可歸者或其他弱勢者為了食物、安歇休息之處、其他基本需要或是成癮性毒品而進行性交易。求生性行為這個詞在一些性產業和貧困研究領域中以及人道援助工作者使用。與這類狀況者發生性行為是否涉及濫權，或是一種正當的勞動行為在不同的社會與文化的倫理中可能有所不同，甚至有些爭議。